# Gerda Thieme
Gerda Thieme (* 6. Juni 1940) ist eine ehemalige deutsche Basketballspielerin.

## Leben
Die auf Vereinsebene in Berlin für die HSG Wissenschaft und den Berliner TSC spielende Thieme wurde insgesamt 68 Mal in die Nationalmannschaft der Deutschen Demokratischen Republik einberufen. 1966 gewann sie in Rumänien die Bronzemedaille bei der Europameisterschaft, bei der Weltmeisterschaft 1967 in Prag kam man auf den vierten Platz. Schaal nahm ebenfalls an den EM-Turnieren 1964 sowie 1968 teil. Sie wurde mit der Ehrung Meister des Sports ausgezeichnet.